# COL20
Le COL20 est l'un des trois indices de la bourse de valeurs de Colombie. Il est calculé selon la variation du prix des vingt actions les plus liquides, pondéré suivant le niveau de liquidités des entreprises.